# Градина Кореничка
Градина Кореничка је насељено мјесто у Лици, у општини Плитвичка Језера, Личко-сењска жупанија, Република Хрватска.

## Географија
Градина Кореничка је удаљена око 2 км југоисточно од Коренице, на државном путу према Удбини.

## Историја
Градина Кореничка се од распада Југославије до августа 1995. године налазила у Републици Српској Крајини. До територијалне реорганизације у Хрватској насеље се налазило у саставу бивше велике општине Кореница.

## Становништво
Према попису из 1991. године, насеље Градина Кореничка је имала 112 становника, међу којима је било 100 Срба, 2 Хрвата, 9 Југословена и 1 остали. Према попису становништва из 2001. године, Градина Кореничка је имала 126 становника. Према попису становништва из 2011. године, насеље Градина Кореничка је имало 74 становника.
| Националност       | 1991. | 1981. | 1971. | 1961. |
| Срби               | 100   | 98    | 122   | 124   |
| Југословени        | 9     | 19    |       |       |
| Хрвати             | 2     | 1     | 1     | 5     |
| остали и непознато | 1     | 1     | 1     | 1     |
| Укупно             | 112   | 119   | 124   | 130   |

| Демографија | Демографија | Демографија |
| Година      | Становника  | Становника  |
| ----------- | ----------- | ----------- |
| 1961.       | 130         |             |
| 1971.       | 124         |             |
| 1981.       | 119         |             |
| 1991.       | 112         |             |
| 2001.       | 126         |             |
| 2011.       |             | 74          |